# Brant Wubs
Brant Durk Wubs (Enschede, 19 januari 1943 - Den Haag, 21 juli 2008) was een Nederlandse advocaat, die bekendheid heeft verworven door zijn aanpak van de grondvervuiling bij verschillende bouw- en maritieme projecten. Daarnaast was Mr. Wubs van 1992 tot 1995 Deken van de orde van advocaten. In 2008 werd Mr. Wubs tot Ridder in de Orde van Oranje-Nassau geheven.